# Return to Fantasy
Return to Fantasy is het achtste studioalbum van de Britse rockgroep Uriah Heep (rockband). Dit is het eerste album met de toen nieuwe bassist John Wetton.

## Inleiding
De voorafgaande periode bracht niet veel goeds voor de band. Vorig album Wonderworld werd gekscherend Blunderworld genoemd. Bassist van het eerste uur Gary Thain die al een keer op het podium geëlektrocuteerd was kreeg zijn heroïneverslaving niet onder controle en miste afspraken. Zijn reeds ingespeelde partijen werden gewist en vervangen door “huurmuzikant” John Wetton. Tijdens de opnamen was er voorts veel onmin in de groep, zo is er het verhaal dat gitarist Mick Box eens in zijn eentje in de studio achterbleef, terwijl de rest al naar huis van vertrokken.
De titel van het album (en single) werd Return to Fantasy, een vingerwijzing naar de combinatie van Fantasy en sprookjeswerelden die de band hanteerde in het begin van hun loopbaan. Ook dit leverde commentaar op, zo wijst de platenhoes van Return to Fantasy niet naar dat nummer maar naar Prima Donna. Hensley was niet geheel en al blij met het album; hij vond er weinig samenhang in terug. Hij had er trouwens toch al weinig zin meer in en was al bezig met soloalbums, hij constateerde creatieve luiheid bij zijn collegae Box en Byron. Voorts stond zijn mening dwars op die van muziekproducent, platenbaas en manager Gerry Bron; de band zat vast in het patroon, album, optreden, korte vakantie, album etc. Hensley had liever voor dit album een langere rustpauze ingelast, maar daar zag Bron niets in; hij wilde zijn investeringen ten gelde maken. Hensley zou later “wraak nemen” in Woman of the world van High and Mighty haalt hij uit: "You can stick that contract in your glue”.  
Dit album is opgenomen in het voorjaar van 1975 en uitgebracht in juni van dat jaar op Bronze Records voor Groot-Brittannië en de rest van Europa en op Warner Bros voor de Verenigde Staten. Het album is opgenomen in de Lansdown Studios en Morgan Studios in Londen en geproduceerd door Gerry Bron. De geluidstechnicus was Peter Gallen, met assistentie van Dave Burns en Dave Harris.

## Musici
- David Byron – zang
- Ken Hensley – keyboards, synthesizer, gitaar en zang
- Mick Box – elektrische en akoestische gitaar
- Lee Kerslake – drums, percussie en zang
- John Wetton – basgitaar, mellotron en zang

Thain was vervangen door John Wetton, die eerder had gespeeld in de bands Family (1971-1972), King Crimson (1972-1974) en Roxy Music (1974-1975) en was bevriend met drummer Lee Kerslake. Hij heeft in 1975 en 1976 deel uitgemaakt van Uriah Heep en met deze band twee albums gemaakt. Voor dit album schreef hij nog niet mee aan nummers. Het album draait voornamelijk op de wisselwerking van gitaar en toetsen en de samenzang. Alles binnen haast symfonische rock (als nadruk op toetsen ligt), rock (als nadruk ligt op gitaar) en steeds religieuzere songteksten van de pas bekeerde Hensley. Opvallend is het gebruik van de moogsynthesizer op dit album; het laat zweverige klanken horen.

## Muziek
| Nr. | Titel                                              | Duur |
| --- | -------------------------------------------------- | ---- |
| 1.  | Return to fantasy (Byron, Hensley)                 | 5:52 |
| 2.  | Shady lady (Box, Byron, Hensley en Kerslake)       | 4:46 |
| 3.  | Devil's daughter (Box, Byron, Hensley en Kerslake) | 4:48 |
| 4.  | Beautiful dream (Box, Byron, Hensley en Kerslake)  | 4:52 |

| Nr. | Titel                                            | Duur |
| --- | ------------------------------------------------ | ---- |
| 1.  | Prima Donna (Box, Byron, Hensley en Kerslake)    | 3:11 |
| 2.  | Your turn to remember (Hensley)                  | 4:22 |
| 3.  | Showdown (Box, Byron, Hensley en Kerslake)       | 4:17 |
| 4.  | Why did you go (Box, Byron, Hensley en Kerslake) | 3:53 |
| 5.  | A year or a day (Hensley)                        | 4:22 |

Het album opent met de titeltrack Return to fantasy, dat goed past binnen de vertrouwde stijl van Uriah Heep. Dat geldt ook voor rocknummers zoals Shady lady, Devil’s daughter en Showdown. Your turn to remember is een bluesy nummer. Why did you go is een (soft) ballad met B. J. Cole op steelgitaar, A year or a day en Shout it out zijn rockballads. Prima Donna en Return to fantasy zijn op single uitgebracht.

## Nasleep
De fans hadden minder moeilijkheden met dit album. Dit album behaalde in de Britse album charts in zes weken een zevende plaats en in de Amerikaanse Billboard 200 in tien weken een 85ste plek. In de Nederlandse Album Top 100 behaalde het in vijf weken een tiende plaats. Heep ging op tournee waarbij het in 1975 Rotterdam Ahoy (Byron zong te laag) en in 1976 Jaap Edenhal (op elkaar afgesteld) aandeed, het tweede met meer succes dan het eerste. 